# Taps (sonnerie)
Pour les articles homonymes, voir Taps (homonymie).
Taps est une sonnerie militaire de l'armée américaine jouée pour l'« extinction des feux », et aussi lors de la « descente du drapeau » ou aux funérailles. Elle a été attribuée à Daniel Butterfield.
Le mot Taps signifie en anglais « robinets » et vient de l'expression : close the (beer) taps (and send the troops back to camp) c'est-à-dire « fermer les robinets (de bière) (et envoyer les troupes au campement »).
Taps est généralement une sonnerie pour clairon ou trompette.

## Mélodie

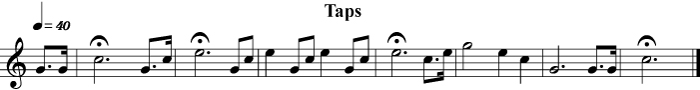
Taps en do

Prévue pour être jouée au clairon, taps n'utilise que 4 notes, toutes faisant partie des harmoniques naturelles de l'instrument. En notation en do, les quatre notes sont sol, do, mi et sol, formant l'accord de do majeur.